# Strobilanthes leucotricha
Strobilanthes leucotricha är en akantusväxtart som beskrevs av R.Ben.. Strobilanthes leucotricha ingår i släktet Strobilanthes och familjen akantusväxter. Inga underarter finns listade i Catalogue of Life.